# Bryobia imbricata
Bryobia imbricata är en spindeldjursart som beskrevs av Meyer 1974. Bryobia imbricata ingår i släktet Bryobia och familjen Tetranychidae. Inga underarter finns listade.